# 905 Universitas
A 905 Universitas (ideiglenes jelöléssel 1918 ES) a Naprendszer kisbolygóövében található aszteroida. Friedrich Karl Arnold Schwassmann fedezte fel 1918. október 30-án.